# Alexis Lafrenière
Alexis Lafrenière, född 11 oktober 2001 i Saint-Eustache i Québec, är en kanadensisk professionell ishockeyforward som spelar för New York Rangers i National Hockey League (NHL). Han har tidigare spelat för Océanic de Rimouski i Ligue de hockey junior majeur du Québec (LHJMQ).
Lafrenière draftades av New York Rangers i första rundan i 2020 års draft som förste spelare totalt.

## Statistik
| 2014–2015    | Seigneurs de Mille-Îles               |              | 27  | 12  | 7   | 19  | 23  | —  | —  | —  | —  | —  |
| 2015–2016    | Seigneurs de Mille-Îles               |              | 26  | 35  | 34  | 69  | 39  | —  | —  | —  | —  | —  |
|              | Seigneurs de Mille-Îles midget espoir |              | 2   | 0   | 0   | 0   | 0   | —  | —  | —  | —  | —  |
| 2016–2017    | Vikings de Saint-Eustache             | LHMAAAQ      | 36  | 33  | 50  | 83  | 34  | 5  | 1  | 4  | 5  | 2  |
| 2017–2018    | Océanic de Rimouski                   | LHJMQ        | 60  | 42  | 38  | 80  | 54  | 7  | 4  | 3  | 7  | 12 |
| 2018–2019    | Océanic de Rimouski                   | LHJMQ        | 61  | 37  | 68  | 105 | 72  | 13 | 9  | 14 | 23 | 14 |
| 2019–2020    | Océanic de Rimouski                   | LHJMQ        | 52  | 35  | 77  | 112 | 50  | —  | —  | —  | —  | —  |
| 2020–2021    | New York Rangers                      | NHL          | 56  | 12  | 9   | 21  | 8   | —  | —  | —  | —  | —  |
| 2021–2022    | New York Rangers                      | NHL          | 79  | 19  | 12  | 31  | 37  | 20 | 2  | 7  | 9  | 11 |
| NHL totalt   | NHL totalt                            | NHL totalt   | 135 | 31  | 21  | 52  | 45  | 20 | 2  | 7  | 9  | 11 |
| LHJMQ totalt | LHJMQ totalt                          | LHJMQ totalt | 173 | 114 | 183 | 297 | 176 | 20 | 13 | 17 | 30 | 26 |

### Internationellt
| Källa: Uppdaterad: 2021-01-17 | Källa: Uppdaterad: 2021-01-17 | Källa: Uppdaterad: 2021-01-17 |         | Utv = Utvisningsminuter | Utv = Utvisningsminuter | Utv = Utvisningsminuter | Utv = Utvisningsminuter | Utv = Utvisningsminuter |
| År                            | Lag                           | Mästerskap                    | Matcher | Mål                     | Assists                 | Poäng                   | Utv                     |                         |
| ----------------------------- | ----------------------------- | ----------------------------- | ------- | ----------------------- | ----------------------- | ----------------------- | ----------------------- | ----------------------- |
| 2018                          | Kanada                        | U18-VM                        | 5       | 4                       | 2                       | 6                       | 2                       |                         |
| 2018                          | Kanada                        | Hlinka Gretzky                | 5       | 5                       | 6                       | 11                      | 2                       |                         |
| 2019                          | Kanada                        | JVM                           | 5       | 1                       | 0                       | 1                       | 2                       |                         |
| 2020                          | Kanada                        | JVM                           | 5       | 4                       | 6                       | 10                      | 4                       |                         |
| Junior totalt                 | Junior totalt                 | Junior totalt                 | 20      | 14                      | 14                      | 28                      | 10                      |                         |